# 杰纳西奥 (纽约州)
杰纳西奥（Geneseo）是美国纽约州利文斯顿县五指湖地区的一个镇，位于五县罗切斯特都会区的南端。 2010年人口普查时的人口为10483人。 镇和周边地区相当农村。 英文名称“Geneseo”是早期易洛魁镇的易洛魁语的英国化名字，就是Gen-nis-he-yo（意思是“美丽的山谷”）。一个同名的村落在镇西部。 该镇现在主要因高度选择性的纽约州立大学杰纳西奥分校的所在地而闻名。